# خليل إينالجك
خليل إبراهيم إينالجك (بالتركية: Halil İnalcık)‏‏ (26 مايو/أيار 1916م - 25 يوليو/تموز 2016م)، مؤرخ تركي نال شهادة الدكتوراه في التاريخ من كلية الآداب جامعة أنقرة سنة 1940م. وعمل أستاذاً للتاريخ العثماني بجامعة بيلكنت في أنقرة.
حصل على جائزة الملك فيصل العالمية - قسم الدراسات الإسلامية سنة 1432هـ/ 2011م، عن كتابه «التاريخ الاقتصادي والاجتماعي للدولة العثمانية»، الجزء الأول.

## مؤلفاته
- الإمبراطورية العثمانية: الفتوحات والتنظيم والاقتصاد، لندن، 1978
- الشرق الأوسط والبلقان تحت الحكم العثماني: مقالات في الاقتصاد والمجتمع، مركز الدراسات التركية بجامعة إنديانا، 1993
- تاريخ الإنسانية، 5 مجلدات، نيويورك، 1995
- مصادر ودراسات عن البحر الأسود: سجل جمارك كافا 1486-1490، كمبردج، 1996
- مقالات في التاريخ العثماني، إسطنبول، 1998
- كمال أتاتورك، مع برنارد لويس، ميلانو، 1998
- العثمانيون، 12 مجلداً، بالتعاون مع أكمل الدين أوغلو، نجاة غوينك ويوسف أوغلو، إسطنبول، 1999
- تاريخ الدولة العثمانية من النشوء إلى الانحدار، دار المدار الإسلامي، 2002
- الحضارة العثمانية، 10 مجلدات، أنقرة، 2005

### التي تُرجمت إلى العربية
- تاريخ الدولة العثمانية من النشوء إلى الانحدار.
- التاريخ الاقتصادي والاجتماعي للدولة العثمانية.
- السلطنة العثمانية وأوروبا.[6]